# Night and Day (livro)
Noite e Dia é um romance de Virginia Woolf publicado em 20 de outubro de 1919. Ambientando na Londres eduardiana, Noite e Dia contrasta as vidas cotidianas com as conquistas amorosas de duas conhecidas, Katharine Hilbery e Mary Datchet. O romance examina as relações entre o amor, o casamento, a felicidade e o sucesso.
Diálogos e descrições de pensamentos e ações são usados em quantidades iguais, diferente de Ao Farol, um livro mais maduro de Woolf. Há quatro personagens principais, Katharine Hilbery, Mary Datchet, Ralph Denham e William Rodney. Noite e Dia trata de problemas relacionados ao sufrágio feminino, se o amor e o casamento podem coexistir e se o casamento é necessário para a felicidade. Temas locais percorrem o livro e incluem coisas como as estrelas e o céu, o rio Thames e caminhadas. Woolf também faz diversas referências às obras de William Shakespeare, especialmente Como Gostais.